# Phyllodromica marani
Phyllodromica marani es una especie de cucaracha del género Phyllodromica, familia Ectobiidae. Fue descrita científicamente por Chládek & Harz en 1980.
Habita en Eslovaquia y Hungría.